# ゴー・V・シェム
ゴー・V・シェム（中国語: 吳蔚昇、英語: Goh V Shem、出生名 : Goh Wei Shem、1989年5月20日 - ）は、マレーシアの男子バドミントン選手。BWF世界ランキング最高位は1位。

## 経歴
2014年のマレーシアオープンで、リム・キムワーとペアを組み優勝し、スーパーシリーズタイトルを初獲得した。同年5月のトマス杯では、即席ペアとしてタン・ウィーキョンとペアを組み出場する。すると出場した4試合全てに勝利し、マレーシアチームの準優勝に貢献し広く称賛された。9月には彼とタンは正式パートナーとなる。
2016年、リオデジャネイロオリンピックの出場権を獲得し出場。グループステージBグループで、第4シードの傅海峰 / 張楠を破り、準々決勝では韓国の李龍大 / 柳延星を破る。決勝では再び中国の傅海峰 / 張楠と対決し、21-16, 11-21, 21-23のファイナルデュースに及ぶ大接戦を物にできず惜敗し、オリンピック銀メダルを獲得した。

## 名前
競技を続けるにあたり彼は幸運を祈り、中国名の「吳偉申」を、少し発音の違う「吳蔚昇」に改名。英名のスペルも、「Goh Wei Shem」から「Goh V Shem」に改名した。英名の "V" の意味は、"Victory" (勝利)という意味である。